# Fredrik Barth
Thomas Fredrik Weybye Barth (n. 22 decembrie 1928, Leipzig, Republica de la Weimar – d. 24 ianuarie 2016, Oslo, Norvegia) a fost un antropolog și sociolog norvegian, specialist în probleme de etnicitate, profesor al mai multor universități prestigioase din Europa și din SUA.